# Șaternîkî, Slavuta
Șaternîkî (în ucraineană Шатерники) este un sat în comuna Malîi Sknît din raionul Slavuta, regiunea Hmelnîțkîi, Ucraina.

## Demografie
Componența lingvistică a localității Șaternîkî
     Ucraineană (99,6%)
     Alte limbi (0,4%)
Conform recensământului din 2001, majoritatea populației localității Șaternîkî era vorbitoare de ucraineană (99,6%), existând în minoritate și vorbitori de alte limbi.